# Hammarstrand
Hammarstrand è un piccolo centro della Svezia centro-settentrionale, sul fiume Indals, capoluogo della municipalità di Ragunda.

## Storia
Hammarstrand si trova nel mezzo di quella che un tempo veniva chiamata la foresta di Ragunda: all'epoca l'insediamento era costituito da singole fattorie e il centro si trovava sulla sponda settentrionale del fiume Ragundasjön, dove fu costruita anche la chiesa. L'antica chiesa di Ragunda fu costruita alla fine del XV secolo appena sopra la riva del lago di Ragunda. La chiesa è costruita in pietra e oggi ha in gran parte lo stesso aspetto di quando fu costruita. Caratteristici della chiesa sono gli elementi in granito rosso ragunda. A metà del XIX secolo fu costruita una nuova chiesa a nord di quella vecchia.
Nel XVIII secolo il commerciante Magnus Huss (1755-1797) costruì un canale artificiale per consentire ai tronchi degli alberi (che all'epoca venivano trasportati più facilmente galleggiando sui fiumi) di aggirare le cascate di Storforsen. La notte tra il 6 e 7 giugno 1797, questo passaggio provocò il crollo di un esker e lo svuotamento dell'intero lago di Ragunda (300 milioni di metri cubi) in appena quattro ore, con un'onda alta 25 metri. Oggi gran parte del villaggio di Hammarstrand si trova su quello che allora era il fondo del lago e l'aeroporto comune delle due città vicine Sundsvall e Härnösand si trova su un terreno raso al suolo dal disastro. Al centro dell'ex lago, divenuto poi un fiume, si formò invece una nuova rapida chiamata Hammarforsen, che ispirò la Hammarforsen brus composta dal violinista Albert Brännlund. Verso il 1840 fu scoperta una sorgente d'acqua ricca di ferro, considerata salutare: nel 1866 fu scavato un pozzo e nel 1890-1891 un sanatorio per curare varie malattie, attivo fino alla prima guerra monduale. Grazie alla costruzione di mulini ad Hammarforsen, sul lato sud dell'Indalsälven iniziò a formarsi una comunità: a cavallo tra il 1899 e il 1900 la comunità ottenne un ufficio postale chiamato Hammarstrand. Negli anni 1920 fu costruita una centrale elettrica, che a seguito di più ampliajenti fu portata alla potenza di 80 MW.
A partire dagli anni 1950 furono compiuti sforzi per rendere Hammarstrand una località turistica. Nel 1957 il comune decise di adottare misure per promuovere l'industria del turismo e nello stesso anno di acquistare l'hotel Hammarstrand, l'ex ristorante dello stabilimento balneare. Nel 1962, il comune decise di sottoscrivere il 35% delle azioni dell'Aktiebolaget Ragunda Turistanlagningar (ARTA) e un anno dopo l'hotel fu ricostruito e ridenominato Wärdshuset Vildhussen. Nel 1958 fu costruita la prima pista da slalom e nel 1960 la prima seggiovia. Sono stati costruiti cottage per le vacanze a Kullstaberget e un campeggio a Indalsälven. Vicino al Wärdshuset Vildhussen è stato costruito un campo da curling e sotto la pista da slalom sono state costruite piste illuminate per lo sci di fondo. Nel 1960 fu fondato il Bob club ARTA e fu costruita una pista per bob e slittini di livello internazionale lunga 1200 metri (poi ridotti a 900 metri per ragioni di sicurezza quando i moderni bob iniziarono a raggiungere velocità troppo pericolose). La pista ospitò i primi campionati nazionali nel 1962 e, ottenuta nel 1964 l'omologazione della Federazione Internazionale di Slittino (FIL), furono tenute diverse edizioni dei Campionati mondiali di slittino (1967, 1975 e 1981) e Campionati europei (1970, 1976, 1978 e 1986). L'interesse per le competizioni fece sì che l'attrattività turistica di Hammarstrand fosse ampliata, tanto che la DDR tenne regolarmente campi di addestramento ad Hammarstrand. Tuttavia, nel corso degli anni, il tracciato suscitò una resistenza sempre più forte da parte del Comune, che alla fine degli anni 1980 cessò completamente il suo sostegno. La pista è inoltre apparsa anche in vari progetti per le candidature olimpiche nel 1984, 1988, 1992, 1994, 1998 e 2002 senza mai essere realizzata. Lo slittino su terreno naturale invece è cresciuto e si pratica regolarmente.

## Monumenti e luoghi d'interesse

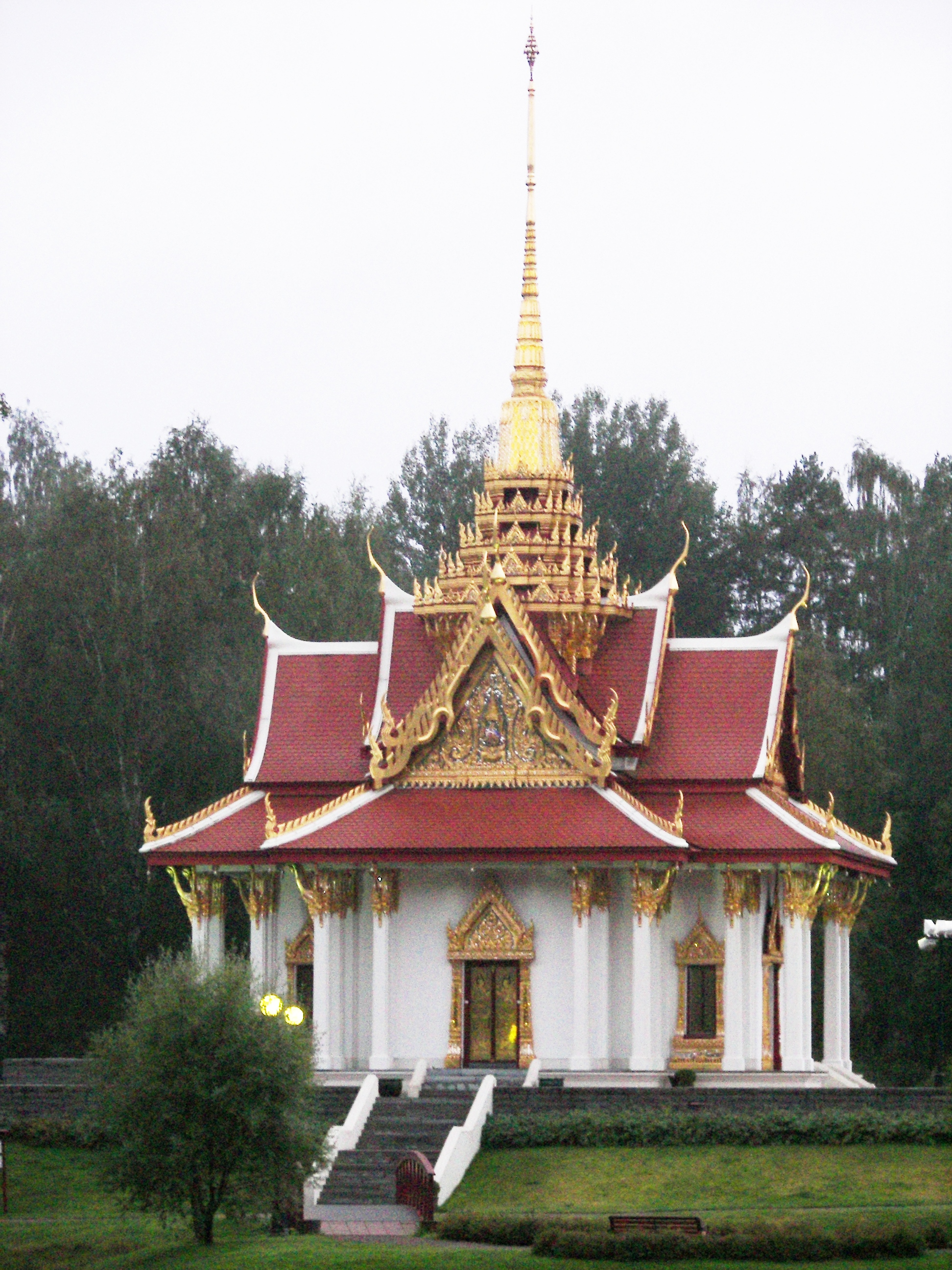
Padiglione thailandese

Presso il municipio sono esposti i resti impagliati del cosiddetto Orso di Ragunda (Ragundabjörnen), ucciso il 1º ottobre 1967 dal cacciatore Jan Modin nella foresta vicino a Gevåg. Con un'età di circa 19 anni e un peso di 325 kg, all'epoca fu il più grande plantigrado ucciso in Scandinavia. Quando l'animale morì, il suo corpo fu esposto nella piazza centrale di Hammarstrand dove un migliaio di persone accorsero per ammirare l'animale.
Su una montagna sopra Hammarstrand c'è un cartello con il nome della località nello stile dell'insegna di Hollywood: con una lunghezza di 68 metri e un'altezza di 8 metri, è circa la metà delle dimensioni dell'originale. Il lettering è stato creato nel 2007 come parte di uno show televisivo.
Un'altra attrazione di questo comune è il padiglione tailandese (Thailändskapaviljongen), costruito nel 1999 in memoria del soggiorno del re Chulalongkorn della Thailandia nel 1897.